# Saison 2007 de l'équipe cycliste Bouygues Telecom
L'équipe cycliste Bouygues Telecom participait en 2007 au circuit UCI ProTour.

## Préparation de la saison 2007

### Arrivées et départs
| Arrivées         | Équipe 2006            |
| ---------------- | ---------------------- |
| Julien Belgy     | Vendée U               |
| Dimitri Champion | Vendée U               |
| Aurélien Clerc   | Phonak Hearing Systems |
| Nicolas Crosbie  | Agritubel              |
| Saïd Haddou      | Auber 93               |
| Erki Pütsep      | AG2R Prévoyance        |
| Johann Tschopp   | Phonak Hearing Systems |

| Départs            | Équipe 2007           |
| ------------------ | --------------------- |
| Walter Bénéteau    | Retraite              |
| Sébastien Chavanel | La Française des jeux |
| Maryan Hary        | Cofidis               |
| Christophe Kern    | Crédit agricole       |
| Anthony Ravard     | Agritubel             |

## Effectif
| Effectif 2007            | Effectif 2007     | Effectif 2007 | Effectif 2007                    |
| Cycliste                 | Date de naissance | Pays          | Équipe précédente                |
| ------------------------ | ----------------- | ------------- | -------------------------------- |
| Julien Belgy             | 6 mai 1983        | France        | Vendée U (2006)                  |
| Giovanni Bernaudeau      | 25 août 1983      | France        | Vendée U-Pays de la Loire (2004) |
| Olivier Bonnaire         | 2 mars 1983       | France        | Vendée U-Pays de la Loire (2004) |
| Franck Bouyer            | 17 mars 1974      | France        | La Française des jeux (1999)     |
| Laurent Brochard         | 26 mars 1968      | France        | AG2R Prévoyance (2004)           |
| Dimitri Champion         | 6 septembre 1983  | France        | Vendée U (2006)                  |
| Mathieu Claude           | 17 mars 1983      | France        | Vendée U-Pays de la Loire (2004) |
| Stef Clement             | 24 septembre 1982 | Pays-Bas      | Rabobank Continental (2005)      |
| Aurélien Clerc           | 26 août 1979      | Suisse        | Phonak Hearing Systems (2006)    |
| Nicolas Crosbie          | 2 avril 1980      | France        | Agritubel (2006)                 |
| Pierre Drancourt         | 10 mai 1982       | France        | Vendée U-Pays de la Loire (2004) |
| Pierrick Fédrigo         | 30 novembre 1978  | France        | Crédit Agricole (2004)           |
| Andy Flickinger          | 4 novembre 1978   | France        | AG2R Prévoyance (2005)           |
| Xavier Florencio         | 26 décembre 1979  | Espagne       | Relax-Fuenlabrada (2005)         |
| Yohann Gène              | 25 juin 1981      | France        | Vendée U-Pays de la Loire (2004) |
| Anthony Geslin           | 9 juin 1980       | France        | Vendée U-Pays de la Loire (2001) |
| Saïd Haddou              | 23 novembre 1982  | France        | Auber 93 (2006)                  |
| Vincent Jérôme           | 26 novembre 1984  | France        | Vendée U-Pays de la Loire (2005) |
| Arnaud Labbe             | 3 novembre 1976   | France        | Auber 93 (2005)                  |
| Yoann Le Boulanger       | 4 novembre 1975   | France        | RAGT Semences (2005)             |
| Laurent Lefèvre          | 2 juillet 1976    | France        | Jean Delatour (2003)             |
| Rony Martias             | 4 août 1980       | France        | Vendée U-Pays de la Loire (2003) |
| Alexandre Pichot         | 6 janvier 1983    | France        | Vendée U-Pays de la Loire (2005) |
| Jérôme Pineau            | 2 janvier 1980    | France        | Vendée U-Pays de la Loire (2001) |
| Erki Pütsep              | 25 mai 1976       | Estonie       | AG2R Prévoyance (2006)           |
| Johann Tschopp           | 1 juillet 1982    | Suisse        | Phonak Hearing Systems (2006)    |
| Didier Rous              | 18 septembre 1970 | France        | Festina-Lotus (1999)             |
| Franck Renier            | 11 avril 1974     | France        | Vendée U (1999)                  |
| Matthieu Sprick          | 29 septembre 1981 | France        | Vendée U-Pays de la Loire (2003) |
| Thomas Voeckler          | 22 juin 1979      | France        | Vendée U-Pays de la Loire (2000) |
|                          |                   |               |                                  |
| Source : ProCyclingStats |                   |               |                                  |

### Victoires
| Date       | Course                                         | Pays       | Classe | Vainqueur        |
| ---------- | ---------------------------------------------- | ---------- | ------ | ---------------- |
| 22/04/2007 | Tro Bro Leon                                   | France     | 1.1    | Saïd Haddou      |
| 17/05/2007 | Trophée des grimpeurs                          | France     | 1.1    | Anthony Geslin   |
| 26/05/2007 | Ühispanga Tartu GP                             | Estonie    | 1.2    | Erki Pütsep      |
| 01/06/2007 | Grand Prix de Tallinn-Tartu                    | Estonie    | 1.1    | Erki Pütsep      |
| 07/06/2007 | 2e étape du Tour de Luxembourg                 | Luxembourg | 2.HC   | Laurent Brochard |
| 01/07/2007 | Championnat d'Estonie sur route                | Estonie    | CN     | Erki Pütsep      |
| 08/07/2007 | Tour du Doubs                                  | France     | 1.1    | Vincent Jérôme   |
| 16/08/2007 | Championnat des Pays-Bas du contre-la-montre   | Pays-Bas   | CN     | Stef Clement     |
| 24/08/2007 | Classement général du Tour du Limousin         | France     | 2.1    | Pierrick Fédrigo |
| 31/08/2007 | Classement général du Tour du Poitou-Charentes | France     | 2.1    | Thomas Voeckler  |
| 02/09/2007 | Grand Prix de Plouay                           | France     | PT     | Thomas Voeckler  |
| 04/10/2007 | 1re étape du Circuit franco-belge              | Belgique   | 2.1    | Aurélien Clerc   |

## Classement UCI

### Individuel
| Rang | Coureur          | Points |
| ---- | ---------------- | ------ |
| 52   | Thomas Voeckler  | 43     |
| 103  | Matthieu Sprick  | 11     |
| 159  | Xavier Florencio | 5      |
| 180  | Aurélien Clerc   | 3      |
| 193  | Laurent Lefèvre  | 3      |
| 210  | Stef Clement     | 2      |
| 224  | Jérôme Pineau    | 1      |
| 226  | Pierrick Fédrigo | 1      |
| 227  | Saïd Haddou      | 1      |

### Équipe
L'équipe Bouygues Telecom a terminé à la 16e place avec 178 points.